# Olonia nigroapicata
Olonia nigroapicata är en insektsart som beskrevs av Jacobi 1928. Olonia nigroapicata ingår i släktet Olonia och familjen Eurybrachidae. Inga underarter finns listade i Catalogue of Life.